# Yo te diré
Yo te diré és una cançó espanyola de 1945 amb lletra d'Enrique Llovet i música de Jorge Halpern composta per a la pel·lícula Los últimos de Filipinas d'Antonio Román. La pel·lícula va tenir un èxit notable, contribuint a popularitzar la cançó.
Alguns consideren la cançó una havanera i altres, un bolero.

## Alguns intèrprets
- Nani Fernández (versió original)
- Antonio Machín
- Karina
- Marina Rossell